# Matthieu Cornette
Matthieu Cornette (* 4. September 1985 in Bègles) ist ein französischer Schach-Großmeister.
Die französische Einzelmeisterschaft konnte er 2016 in Agen gewinnen. Er nahm an der europäischen Mannschaftsmeisterschaft 2009 in Novi Sad teil.
In der französischen Mannschaftsmeisterschaft spielte Cornette in der Saison 2002/03 für Union Saint Bruno-Bordeaux Echecs, von 2004 bis 2008 für die Association Cannes-Echecs, in der Saison 2008/09 für L’Echiquier Chalonnais, von 2009 bis 2011 für Echiquier Guingampais, in der Saison 2011/12 für Echiquier Deauvillais, von 2013 bis 2018 für C.E. de Bois-Colombes und 2019 für Asnières - Le Grand Echiquier.
In Deutschland spielte er für den SK Schwäbisch Hall (2014/15, 2015/16, 2016/17 und 2017/18). In der britischen Four Nations Chess League spielte Cornette von 2007 bis 2009 für die Mannschaft von Guildford A&DC, mit der er 2008 Meister wurde, und in der Saison 2018/19 für die Celtic Tigers. In Belgien spielt Cornette für die Mannschaft von L’Echiquier Mosan, mit der er (damals noch unter dem Vereinsnamen L’Echiquier Amaytois) 2015 Meister wurde, in der niederländischen Meesterklasse trat er in der Saison 2018/19 für die Bussums Schaakgenootschap an.
Seit 2016 ist er mit der litauischen Schachspielerin Deimantė Cornette (geborene Daulytė) verheiratet.
Im Jahre 2003 wurde ihm der Titel Internationaler Meister (IM) verliehen. Der Großmeister-Titel (GM) wurde ihm 2008 verliehen. Seit 2016 trägt er den Titel eines FIDE-Trainers.
| Hier fehlt eine Grafik, die leider im Moment aus technischen Gründen nicht angezeigt werden kann. Wir arbeiten daran! |

## Veröffentlichungen
- The Complete Kalashnikov. Chess Evolution, Niepołomice 2013 (mit Fabien Libiszewski). ISBN 978-83-937009-1-2.
- The Complete Ragozin. Chess Evolution, Niepołomice 2017, ISBN 9786158071307.